# Робинсон, Билл (баскетболист)
Билл Робинсон (англ. Bill Robinson; 2 февраля 1949, Шамейнес, Британская Колумбия — 8 февраля 2020, Данкан, Британская Колумбия) — канадский баскетболист, защитник. Игрок сборной Канады на чемпионатах мира 1970 и 1974 годов, капитан сборной на Олимпийских играх 1976 года. Член сборной всех звёзд мира чемпионата мира 1974 года, член Зала славы баскетбола Канады (2002).

## Биография
Родился в небольшом городе Шамейнес на острове Ванкувер (Британская Колумбия). Учился баскетболу под руководством отца, который для тренировок сына изготовил баскетбольное кольцо уменьшенного диаметра (14 вместо 18 дюймов). Учился в средней школе Шамейнеса и в 1967 году вывел её команду в финал школьного чемпионата острова, где она уступила фаворитам из Оук-Бея. По итогам турнира Робинсон был признан самым ценным игроком чемпионата.
В том же году поступил в Университет Саймона Фрейзера (Бернаби, Британская Колумбия), где проучился четыре года. Все годы обучения выступал на позиции защитника за сборную университета, набрав за это время 1504 очков (в среднем 14,3 очка за игру), и в последний год учёбы был включён в шорт-лист символической сборной Национальной ассоциации межвузовского спорта (англ. National Association of Intercollegiate Athletics, NAIA). Окончил университет со степенью по географии. Во время учёбы, в 1970 году, принял участие в чемпионате мира в составе сборной Канады. В 1971 году был претендентом на место в составе клуба Американской баскетбольной ассоциации «Вирджиния Сквайрз», но не прошёл последнюю стадию отсева. По собственным воспоминаниям Робинсона, руководство клуба предпочло ему игрока, известного по выступлениям в американской студенческой команде и поэтому имевшего лучшие шансы привлечь зрителей на игры. Клуб НБА «Нью-Йорк Никс» рассматривал возможность включить канадца в состав в качестве запасного игрока, но как раз в это время Робинсон получил травму и не мог выступать, а повторного приглашения в Нью-Йорк не последовало. После этого он перебрался в Уотерлу (Онтарио), где в 1975 году привёл команду местного университета к званию чемпионов Канады и был включён в символическую сборную чемпионата.
Товарищ Робинсона по сборной Алекс Девлин говорил, что тот, возможно, был лучшим бомбардиром в истории команды. Он подкручивал свои мячи сильней, чем кто бы то ни было. При этом его отличала необычайно высокая точность бросков, в особенности с большой дистанции, он также превосходил прочих игроков в искусстве дриблинга. Обладая игровым талантом, но высоким самомнением и упрямым, независимым характером, Робинсон часто конфликтовал с главным тренером канадской сборной Джеком Донохью. В ходе турне сборной по Европе в 1972 году Робинсон неоднократно становился лучшим игроком игр, но в конечном итоге отправлен во вторую сборную страны, совершавшую в этот же период тур по Китаю. Тем не менее к чемпионату мира 1974 года он опять оказался в основном составе и по итогам турнира был номинирован в сборную всех звёзд мира.
Вызывающее поведение Робинсона по отношению к Донохью продолжалось и после чемпионата мира 1974 года. На следующий год канадская команда вновь совершала турне по Европе, проиграв во всех восьми матчах, и перед отлётом в Канаду тренер в аэропорту побил Робинсона и пригрозил отчислить его из команды, если тот попытается оспаривать его авторитет. Несмотря на эту конфронтацию, игрок предпочёл остаться в команде. Перед Олимпийскими играми в Монреале он ненадолго уехал играть в Бельгию, но так и не сумел начать профессиональную карьеру. В ходе олимпийского турнира канадцы, чьим капитаном был Робинсон, одержали четыре победы в семи матчах, уступив только сборным СССР и США. Советской команде хозяева турнира уступили в группе, а американцам в полуфинале и вновь встретились со сборной СССР в матче за бронзовые медали. В этой игре Робинсон принёс своей команде 24 очка, но советские баскетболисты снова взяли верх. Эта игра стала последней для Робинсона в составе сборной Канады.
Окончание турнира канадские баскетболисты отметили бурной вечеринкой, в которой участвовали также игроки из советской и кубинской сборных. По ходу вечеринки, когда закончилось спиртное, Робинсон потребовал обновить его запасы, пообещав заплатить за них из собственного кармана. Позже, уже в Шамейнесе, он получил счёт от Федерации баскетбола Канады на 22 тысячи долларов, который так и остался неоплаченным. По окончании активной игровой карьеры некоторое время работал учителем в школе, после чего сменил ряд неквалифицированных работ — был матросом на буксире, портовым грузчиком, лесосплавщиком и железнодорожным рабочим, в конце концов открыв собственный паб.
Ещё во время выступлений за сборную Канады у Робинсона начались проблемы с алкоголем. Позже из-за этого распался его первый брак — жена с двумя дочерьми ушла от него, вернувшись к семье в Коннектикут. Из-за финансовых проблем он потерял свой паб и в конечном итоге по совету приятеля из США занялся выращиванием конопли, на тот момент незаконным в Канаде. В 1997 году Робинсон был арестован, а годом позже приговорён к штрафу в размере 5000 долларов за выращивание и хранение марихуаны с целью продажи. Он, однако, продолжал пить. Всего через 10 месяцев после этого Королевская канадская конная полиция обнаружила новую плантацию конопли на принадлежавшей бывшему баскетболисту земле. На этот раз ему угрожало более серьёзное наказание, но за время, прошедшее между началом следствия и судом, он принял решение исправиться и полностью бросил пить. На суде были предъявлены около 40 рекомендательных писем, характеризовавших Робинсона с лучшей стороны, он доказал, что не пьёт уже 18 месяцев и в итоге был приговорён только к условному заключению с испытательным сроком. После этого бывший баскетболист работал на лесозаготовках.
В 2002 году имя Билла Робинсона было включено в списки Зала славы баскетбола Канады. В 2005 году он стал членом Зала славы Британской Колумбии; в разные годы его имя также было включено в списки зала славы Университета Саймона Фрейзера и зала спортивной славы Норт-Коуичана и Данкана (Британская Колумбия). В последние годы жизни он выступал в ветеранских баскетбольных турнирах. Скончался от инсульта в феврале 2020 года в Данкане, оставив после себя жену Сэнди, сына Дэвида и двух дочерей Лею и Эллу.

## Статистика выступлений за сборную
| ЧМ 1970 | 8 |      |       |      |       |      |  |  | 3/8   | 37,5 |     |     |     |     |     |  |  | 1,8 | 55  | 6,9  |
| ЧМ 1974 | 7 |      |       |      |       |      |  |  | 17/22 | 77,3 |     |     |     |     |     |  |  | 3,0 | 95  | 13,6 |
| ОИ 1976 | 6 | 33,5 | 39/91 | 42,9 | 39/91 | 42,9 |  |  | 22/24 | 91,7 | 1,5 | 1,7 | 3,2 | 4,3 | 3,3 |  |  | 2,3 | 100 | 16,7 |
| Наведите курсор мыши на аббревиатуры в заголовке таблицы, чтобы прочесть их расшифровку. Данные на 7 февраля 2021. |   |      |       |      |       |      |  |  |       |      |     |     |     |     |     |  |  |     |     |      |